# Koléa
Kolea là một đô thị thuộc tỉnh Tipaza, Algérie. Dân số thời điểm năm 2002 là 46.158 người.